# 宵月號驅逐艦
宵月號（日语：宵月）是日本海軍第十艘秋月級驅逐艦 ，第二次世界大戰結束後充當復員運輸之用，1947年移交給中華民國海軍，改名為汾陽號。

## 艦歷

### 日本時期
宵月號為防空專用驅逐艦，為乙型一等驅逐艦的第363號艦，1945年1月31日服役，宵月號也是浦賀船渠所建造的唯一一艘秋月級驅逐艦，原本宵月號預定由三菱長崎造船廠建造，但製造檔期無法配合只好由浦賀建造。
宵月號服役後最初編入負責培訓的第11水雷戰隊，但為了保留回航至瀨戶內海的燃料實際外洋航行訓練時間不長，在1945年2月16日與17日停靠在橫須賀時參與防衛為掩護硫磺島戰役而空襲關東的58特遣部隊攻擊機群。2月20日，宵月號與蔦號驅逐艦一同離開橫須賀開往瀨戶內海；2月23日兩艦開始在瀨戶內海訓練。3月16日，宵月號因注油馬達故障開回吳海軍工廠整修，訓練任務也因為機件問題而取消。
1945年4月6日，宵月號編入待機部隊第二部隊，5月20日編入第41驅逐隊。6月5日在姬島燈台326度距離5800公尺處觸雷，輪機受損僅能以28節航行，隨即返回吳海軍工廠進行修理，並在7月20日完工。但是在7月24日吳港空襲時挨炸受損，在沒完成修復的狀況下戰爭及在日本投降下告終。
秋月級原本的建造目的是要伴隨航空母艦巡航，並以其裝備的100公釐平／高射砲與大量的機炮提供強大的防空火力，保護航艦免受到敵軍之空中攻擊（日文稱為「空母直衛」）。但到宵月號成軍時，日本海軍已無法進行攻擊行動，因此宵月號並沒有參與戰鬥行動。
1945年10月5日，宵月號自日本海軍除籍並解除武裝，作為復員輸送艦使用。該艦曾被派往澳洲雪梨預備載運1,050名日本軍俘至拉包爾，其中有350人為台灣人；但一艘驅逐艦大小的船隻，塞進原定組員近4倍的人數實屬勉強，而台灣籍的人士認為他們屬戰勝國民，不應受澳方這種凌虐式運輸法因此提出抗議，但最後在澳洲方面以強制押送的方式登船，此一風波被稱為「地獄船事件」 。

### 中華民國時期
宵月號於1947年8月25日自佐世保啟航，8月30日抵達青島，以第三批賠償艦身份移交給中華民國海軍，初命名為接十七號，後命名為汾陽號，同樣命運的亦有名艦雪風，而宵月號也是接收的賠償軍艦中噸位最大的一型。但由於中華民國海軍缺乏船艦用零件以及驅逐艦用武裝，同時主機故障無法排除，宵月號始終列為保管艦無法加入艦隊行動。1949年2月自青島拖來基隆，暫列名於訓練艦隊。
在拖抵台灣後，中華民國海軍曾希望能讓汾陽號艦恢復戰備，計劃將汾陽號拖至日本佐世保，由佐世保重工業（SSK）協助維修，將日軍遺留在台灣的100公釐艦砲裝回，並裝備從其它日艦與美艦拆下來的25公釐與40公釐機砲充做副砲，甚至打算使用日軍遺留下來的長矛魚雷。但韓戰爆發後，美國第七艦隊協防台灣海峽，再武裝汾陽號的計劃因而擱置。此後雖然國軍有聘請浦賀船渠技師赴台修理輪機，但該艦未再服役也表示並沒有修復成功，宵月號最後於1963年退役拆解。

## 歷任艦長
- 艤裝軍官

1. 中尾小太郎中校（1944年12月5日－）

- 艦長

1. 中尾小太郎中校（1945年1月31日－）
2. 荒木政臣中校（1945年2月10日－）

## 外部連結
- 秋月級 一等駆逐艦[永久] （日語）
- 宵月地獄船事件- The Yoizuki Hell-ship Incident（页面存档备份，存于）－神靖丸 （中文）